# De Zandsloot
Het waterschap De Zandsloot was een waterschap in de Nederlandse provincie Zuid-Holland, in de gemeente Voorhout. De oorspronkelijke naam was de Zandslootpolder, maar omdat het geen echte polder was, werd de naam in 1910 gewijzigd in De Zandsloot.
Het waterschap was verantwoordelijk voor de waterhuishouding in het gebied.